# Учение и хитрость ратного строения пехотных людей

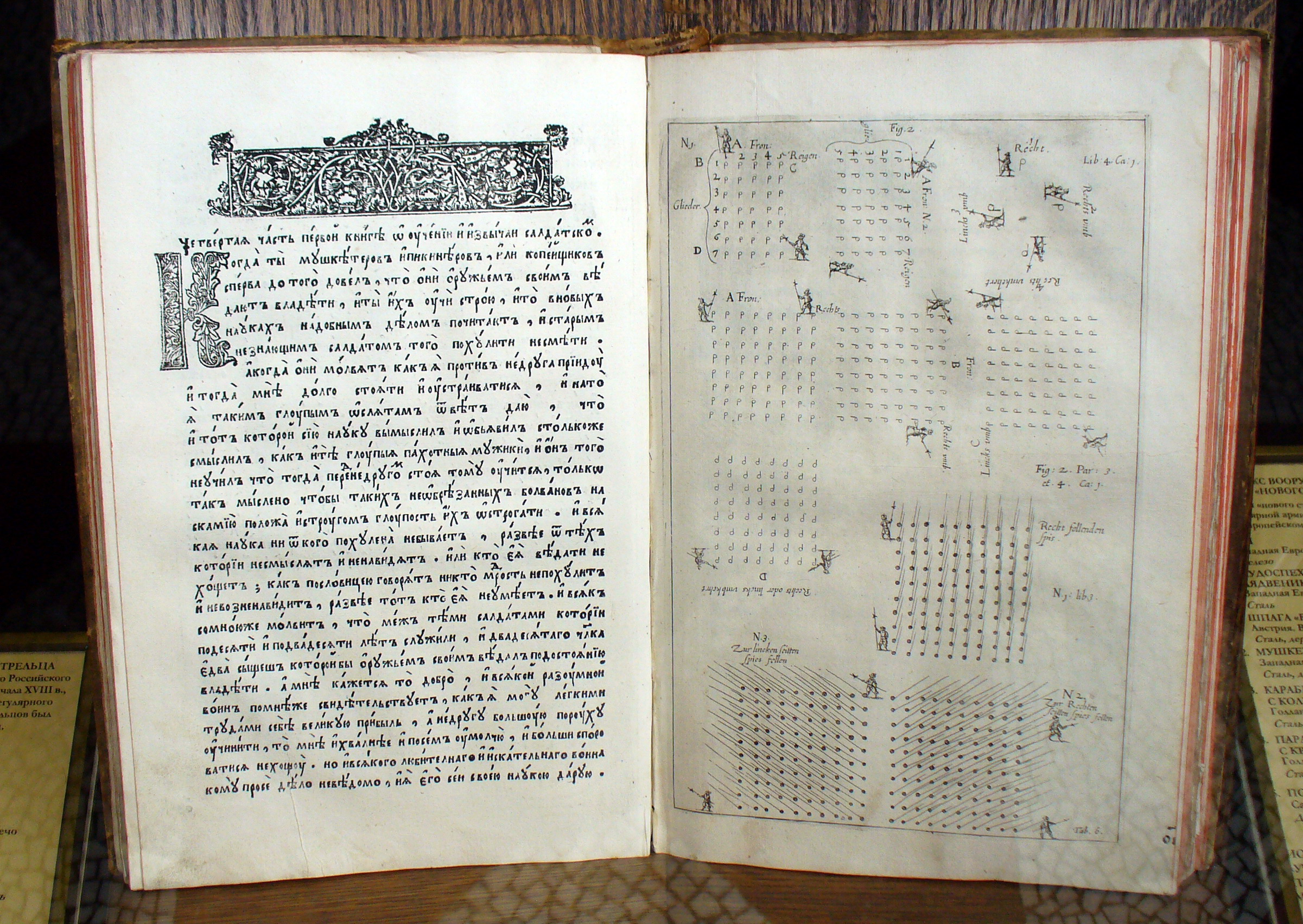
Издание 1647 года.

«Уче́ние и хи́трость ра́тного строе́ния пехо́тных люде́й» — первая светская книга в России (с рисунками), один из первых дошедших до наших дней русских трактатов по военному делу (также может рассматриваться как воинский устав), изданный в 1647 году, в Москве, за 10 лет был продан всего в числе 134 книг. 
Переведённый с иностранного (с австрийского или датского — точно не выяснено, а здесь указано что это перевод немецкой тактики Фронсберга, вышедшей при Карле V) этот устав, для солдатских полков (то есть наёмных полков), представлял собой как бы курс тактики (со включением уставной части), а потому издание устава должно было способствовать распространению среди русских войск современных (на тот период времени) европейских тактических взглядов. Есть и иное мнение, трактат представляет собой вольный, адаптированный к реалиям Русского царства перевод труда известного военного специалиста, капитана нидерландской армии Иоганна Якоби фон Вальхаузена «Kriegskunst zu Fuss» («Военное искусство пехоты», 1615 года.).

## История появления
В 1633 году истекал срок Деулинского перемирия. Русское правительство не могло примириться с потерей смоленских, черниговских и новгород-северских земель, захваченных Речью Посполитой в результате военной интервенции, и за несколько лет до окончания срока перемирия начало деятельную подготовку к реваншу. Были сформированы так называемые «полки иноземного (нового) строя», а к их подготовке привлечены иностранные инструкторы. Очень скоро понадобились не только европейские специалисты, знания и опыт которых сильно разнились, но и печатные руководства. Во исполнение повеления царя Алексея Михайловича от 1 июля 1647 года на Московском печатном дворе 26 августа того же года была завершена основная часть работы над изданием «Учения и хитрости ратного строения пехотных людей» (даты приведены в заключительной части трактата).
Издание было отпечатано значительным по тем временам тиражом 1200 экземпляров (расходы составили 732 рубля), однако особой популярностью не пользовалось. Согласно архивным данным, с 8 июля 1650 года по 12 июня 1651 года было продано всего 95 экземпляров по цене 1 рубль, затем до 23 октября 1657 года разошлись ещё 39 экземпляров, а остальные 1066 экземпляров были переданы в Приказ тайных дел. Дальнейшая судьба их неизвестна. В 1904 году книга была переиздана по инициативе Николаевской академии Генерального штаба «библиофильским» тиражом в 200 экземпляров. Редакторы А. З. Мышлаевский и И. В. Парийский сохранили оригинальную орфографию и пунктуацию, заменив только шрифт на современный гражданский.

## Содержание
«Учение…» представляет собой солидный том, состоящий из восьми частей. Наставления Вальхаузена имели в своей основе правила передовой в то время нидерландской военной школы, разработанные Морицем Оранским в ходе войн с испанцами и успешно применённые шведским королём Густавом II Адольфом во время Тридцатилетней войны.
Автор подробно разъяснял принципы обучения солдат в ротном и полковом строю: правила построения и перестроения рядов и шеренг, приёмы владения мушкетом и пикой, ведения огня; давал рекомендации по организации караульной службы, приводил основные требования к «походному строению» и устройству временного лагеря, основные способы поддержания дисциплины и порядка в армии. Особое внимание обращалось на получение достоверной информации о противнике и на необходимость активных действий в военное время.
«Учение…» давало массу сведений по военному делу, однако было очень громоздким и сложным для восприятия. Так, заряжание мушкета было разложено на 42 приёма («рукохватия»), а подготовка к выстрелу состояла из 57 приёмов. Чрезмерная детализация правил обращения с оружием создавала большие трудности в изучении военного дела.

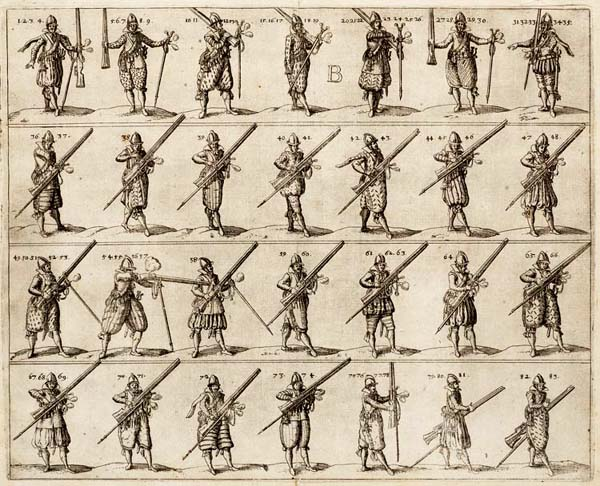
Ружейные приёмы мушкетёра.
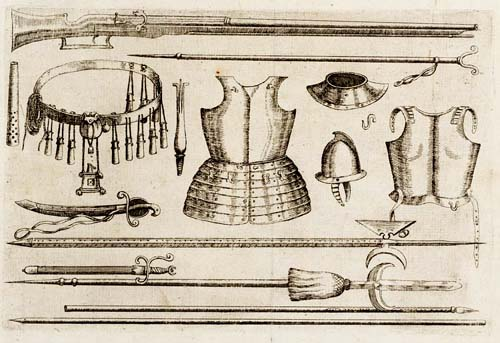
Снаряжение мушкетёров и пикинёров.
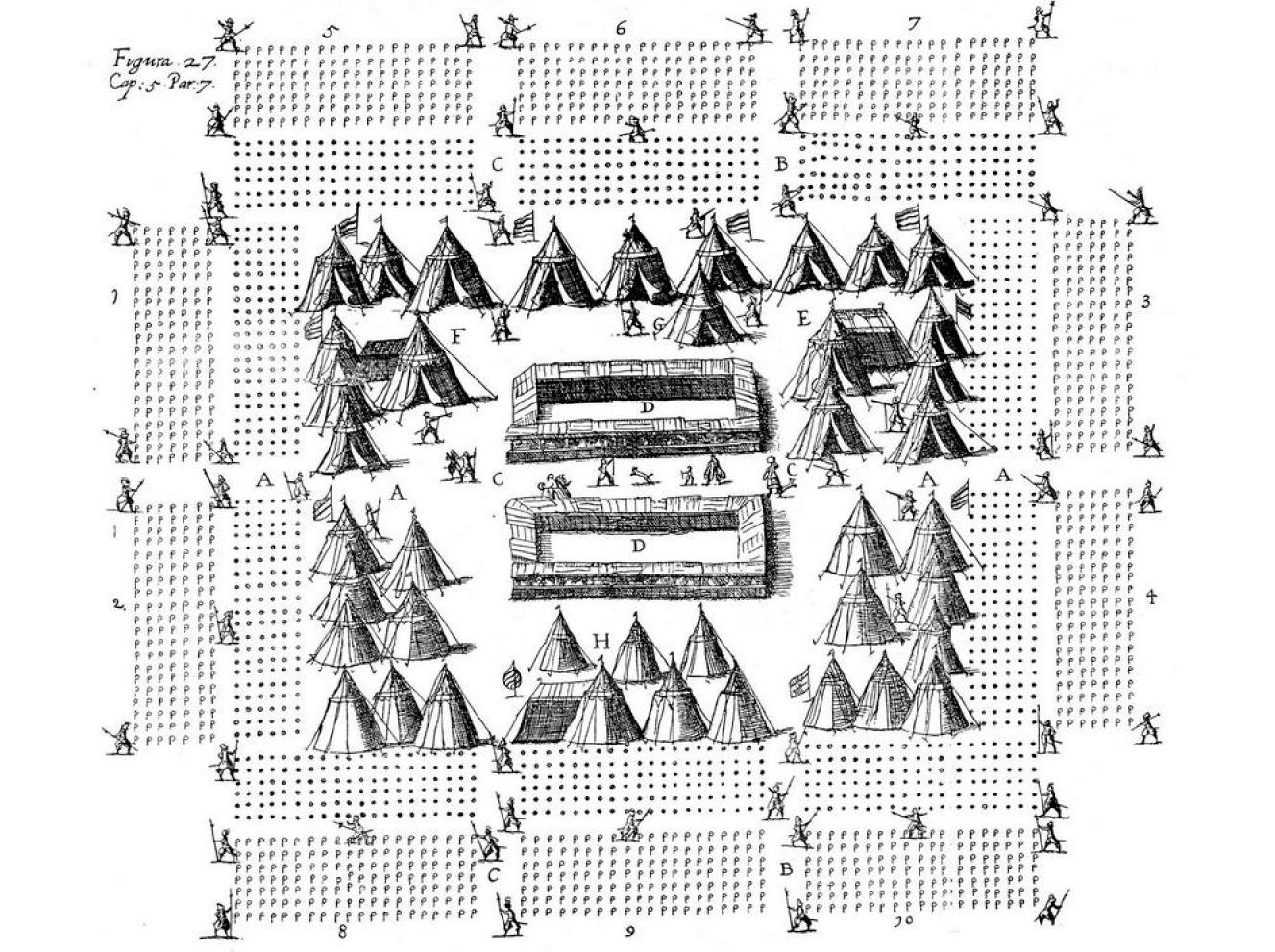
Устройство «полевого стана» (лагеря).
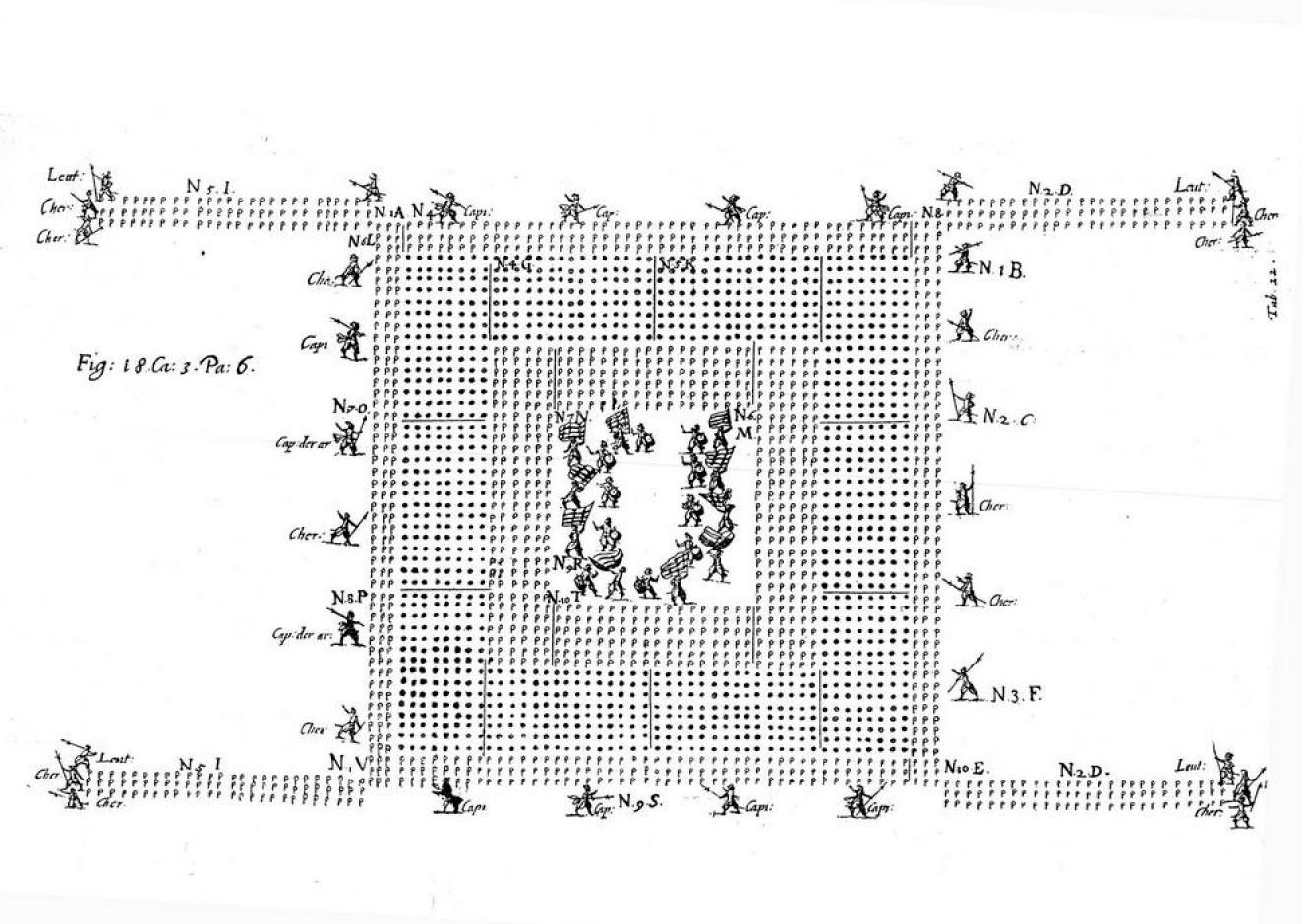
Боевое построение пехотного полка.

## Оформление
Русское издание труда Вальхаузена содержало 32 рисунка с изображением 67 фигур, служивших наглядным пособием для пояснения наиболее важных положений руководства, в том числе 143 предписанных эволюций с мушкетом. В середине XVII века подобные гравюры в России делать ещё не умели, а перерисовать приложенные к изданному за рубежом оригиналу таблицы голландца Якоба де Гейна было бы слишком долго и трудно. Поэтому весь тираж гравюр был заказан за границей. Из расходных книг Московского печатного двора следует, что участие в подготовке графической части издания принимали русский мастер-золотописец Григорий Благушин и «голландской земли иноземец» Томас Сван. Последний был посредником между иностранными печатниками и русскими заказчиками.
Доски книги Вальхаузена, вышедшей в последнем издании в Леувардене, находились в Голландии. Сван, получив заказ на их печатание, выехал в Голландию и сделал нужное количестве оттисков на той же самой бумаге, на которой печатался текст русского издания. Доставленные в Москву таблицы были перенумерованы кириллическими литерами и вклеены в книгу. Весь этот процесс занял два-три года (1647—1649). Григорий Благушин написал для книги подробный титул, украшенный рамкой с орнаментом и царским гербом. Рисунок Благушина Сван также взял в Голландию, где он был скопирован на медь местным мастером. Голландец заполнил нижнюю часть листа, оставшуюся свободной, сценкой военных действий — первой в русской книге батальной гравюрой.

## Значение
В вводной части «Учения…» отмечалось, что готовится выпуск новых пособий и сообщалось, каким разделам военной науки они будут посвящены. Во вторую книгу предполагалось включить наставления «о ратном строении конных людей», третья книга должна была содержать руководства о «ратной мудрости учити ополчения», четвёртая посвящалась выработке правил (науке) взаимодействия ратных людей, ополчения, «наряда» (артиллерии) и укреплениям, в пятой книге планировалось напечатать пособие, «как гораздо воевати», в шестой книге — сообщение о «воинском чину как всякому подобает научену быти», седьмая книга отводилась для разбора корабельной ратной науки, в последней, восьмой книге должны были содержаться «всякие разговоры и надобные вопросы, которые во многих ратных делах бывали и еще и впредь прилучитися могут добре годно и прохладно прочитати».
Намеченный издательский план не был осуществлён, и публикация «Учения…» оборвалась на первом томе. Однако имеются точные сведения, что «Учение…» использовалось в качестве пособия при обучении солдат. Когда в декабре 1661 года царь Алексей Михайлович назначил М. О. Кровкова полковником солдатского выборного полка, боярин С. Л. Стрешнев передал ему знамя полка и книгу «ратного ополчения, почему ему разумети и строити пешей солдатской строй». Этот факт свидетельствует о том, что «Учение…» являлось официальным документом, которым руководствовались старшие воинские начальники. Таким образом, оно нашло практическое применение при формировании и обучении русских солдатских полков.

## Издания
- «Учение и хитрость ратного строения пехотных людей». 1647 г. : Печ. под наблюдением д. чл. Рус. ист. о-ва А. З. Мышлаевского и чл. С.-Петерб. археол. ин-та И. В. Парийского. — Санкт-Петербург : Гл. штаб, 1904. - [2], II, 287 с., 36 л. ил.; 27.;